# Aeroportul Municipal Guymon
Aeroportul Municipal Guymon (IATA: GUY, ICAO: KGUY, FAA LID: GUY) este un aeroport din Oklahoma, Statele Unite ale Americii ce deservește zona Guymon⁠(d). A fost numit după zona deservită.
Situat la o altitudine de 952 m, aeroportul dispune de 1 pistă.

## Infrastructură

### Piste
Aeroportul dispune de o singură pistă. Pista 18/36 are suprafața de asfalt și dimensiunile 5.904 picioare × 100 picioare. 